# Còpia de seguretat incremental
Una còpia de seguretat incremental és aquella en què les còpies successives de les dades només contenen la part que ha canviat des que es va fer la còpia de seguretat anterior. Quan es necessita una recuperació completa, el procés de restauració necessitaria l'última còpia de seguretat completa més totes les còpies de seguretat incrementals fins al punt de restauració. Les còpies de seguretat incrementals sovint són desitjables, ja que redueixen l'ús d'espai d'emmagatzematge i són més ràpids de realitzar que les còpies de seguretat diferencials.

## Variants

### Incremental
La forma més bàsica de còpia de seguretat incremental consisteix a identificar, gravar i, per tant, conservar només aquells fitxers que han canviat des de l'última còpia de seguretat. Com que els canvis solen ser baixos, les còpies de seguretat incrementals són molt més petites i ràpides que les còpies de seguretat completes. Per exemple, després d'una còpia de seguretat completa divendres, una còpia de seguretat de dilluns només contindrà els fitxers que han canviat des de divendres. Una còpia de seguretat de dimarts conté només els fitxers que han canviat des de dilluns, etc. Naturalment, una restauració completa de les dades serà més lenta, ja que s'han de restaurar tots els increments. Si alguna de les còpies creades falla, inclosa la primera (completa), la restauració serà incompleta.

Un exemple Unix seria:
```
rsync
 
-e
 
ssh
 
-va
 
--link-dest
=
$dst
/hourly.0
 
$remoteserver
:
$remotepath
 
$dst
/hourly.1

```

L'ús de rsync 's--link-destL'opció  és el que fa d'aquesta comanda un exemple de còpia de seguretat incremental.

### Incremental multinivell
Un esquema de còpia de seguretat incremental més sofisticat implica diversos nivells de còpia de seguretat numerats. Una còpia de seguretat completa és de nivell 0. Una còpia de seguretat de nivell n farà una còpia de seguretat de tot el que hagi canviat des de la còpia de seguretat de nivell n-1 més recent. Suposem, per exemple, que es va fer una còpia de seguretat de nivell 0 un diumenge. Una còpia de seguretat de nivell 1 feta dilluns només inclouria els canvis fets des de diumenge. Una còpia de seguretat de nivell 2 feta dimarts inclouria només els canvis fets des de dilluns. Una còpia de seguretat de nivell 3 feta dimecres només inclouria els canvis fets des de dimarts. Si es fes una còpia de seguretat de nivell 2 el dijous, inclouria tots els canvis fets des de dilluns perquè dilluns era la còpia de seguretat de nivell n-1 més recent.

### Incremental invers
Una còpia de seguretat incremental dels canvis fets entre dues instàncies d'una rèplica pot ser cap endavant o cap enrere.
Si la versió més antiga del mirall es tracta com a base i la versió més nova com a versió revisada, l'increment produït és un incremental endavant.
Si la versió més nova del mirall es tracta com a base i la versió més antiga com a versió revisada o modificada, l'increment produït és un incremental invers.
En fer còpies de seguretat mitjançant còpies de seguretat incrementals inverses, cada vegada que es fa una còpia de seguretat incremental inversa, s'aplica (a la inversa) a la còpia de seguretat completa (sintètica) anterior, per tant, la còpia de seguretat completa (sintètica) actual és sempre una còpia de seguretat de l'estat més recent. del sistema. Això contrasta amb les còpies de seguretat incrementals de reenviament on la còpia de seguretat completa actual és una còpia de seguretat de la versió més antiga del sistema, i per obtenir una còpia de seguretat de l'estat més recent del sistema, s'han d'aplicar totes les còpies de seguretat incrementals de reenviament. versió més antiga successivament.
En aplicar un incremental invers a un mirall, el resultat serà una versió anterior del mirall. Això dóna un mitjà per tornar a qualsevol versió anterior del mirall.
És a dir, després de la còpia de seguretat completa inicial, cada còpia de seguretat incremental successiva aplica els canvis a la còpia de seguretat completa anterior, creant una còpia de seguretat completa sintètica cada vegada, tot mantenint la possibilitat de tornar a les versions anteriors.
El principal avantatge d'aquest tipus de còpia de seguretat és un procés de recuperació més eficient, ja que la versió més recent de les dades (que és la versió restaurada amb més freqüència) és una còpia de seguretat completa (sintètica) i no cal aplicar-hi cap valor incremental durant la seva restauració. La còpia de seguretat incremental inversa funciona tant per a cintes com per a discs, però a la pràctica acostuma a funcionar millor amb els discs.
Les empreses que utilitzen el mètode de còpia de seguretat incremental inversa inclouen Intronis i Zetta.net.

### Incremental per sempre
Aquest estil és similar al concepte de còpia de seguretat sintètica. Després d'una còpia de seguretat completa inicial, només les còpies de seguretat incrementals s'envien a un sistema de còpia de seguretat centralitzat. Aquest servidor fa un seguiment de tots els increments i envia les dades adequades al client durant les restauracions. Això es pot implementar enviant cada incremental directament a la cinta a mesura que es pren i després refactoritzant les cintes segons sigui necessari. Si hi ha prou espai disponible al disc, es pot mantenir una rèplica en línia juntament amb els canvis incrementals anteriors perquè es puguin restaurar les versions actuals o anteriors dels sistemes que s'estan fent còpies de seguretat. Aquest és un mètode adequat en el cas dels sistemes bancaris.

### Incremental a nivell de bloc
Aquest mètode només fa una còpia de seguretat dels blocs del fitxer que han canviat. Això requereix un major nivell d'integració entre l'emissor i el receptor.

### Incremental a nivell de byte
Aquestes tecnologies de còpia de seguretat són similars al mètode de còpia de seguretat "incremental a nivell de bloc"; tanmateix, el mètode de còpia de seguretat incremental de bytes (o binari) es basa en una variació binària dels fitxers en comparació amb la còpia de seguretat anterior: mentre que les tecnologies basades en blocs funcionen amb unitats molt canviants (blocs de 8K, 4K o 1K), el byte- Les tecnologies basades funcionen amb la unitat mínima, estalviant espai quan es reflecteix un canvi en un fitxer. Una altra diferència important és que funcionen de manera independent al sistema de fitxers. En aquests moments, aquestes són les tecnologies que aconsegueixen la compressió relativa més alta de les dades, convertint-se en un gran avantatge per a les còpies de seguretat realitzades a través d'Internet.